# فوجیوارا نو تانتسوگو
فوجیوارا نو تانتسوگو ((به ژاپنی: 藤原 種継 Fujiwara no Tanetsugu)؛ 737 – ۷۸۵ (۴۷−۴۸ سال)) یک نجیب ژاپنی در اواخر دوره نارا بود. او نوه سانگی (ژاپن) فوجیوارا نو اوماکای، بنیانگذار فوجیوارا شیکیکه بود. او به رتبه دربار ریتسوری shō san-mi (正三位) و مقام چوناگون رسید. او پس از مرگ رتبه شو ایچی (正一位) و مقام دایجو دایجین را دریافت کرد.

## ترور
در سال ۷۸۵، بلافاصله پس از حرکت پایتخت، تانتسوگو در حین نظارت بر ساخت و ساز با یک تیر شلیک شد و روز بعد درگذشت. امپراتور کانمو در آن زمان غایب بود و از ولایت یاماتو بازدید می‌کرد. اوتومو نو تاکیوشی (大伴竹良) ابتدا برای این ترور دستگیر شد و پس از تحقیقات، ده نفر دیگر از جمله اوتومو نو تسوگوهیتو (大伴継人) و سائکی نو تاکاناری (佐伯高成) اعدام شدند. اوتومو نو یاکاموچی، که یک ماه قبل از این حادثه درگذشت، به عنوان سرکرده آن شناسایی شد و از فهرست مقام‌های گذشته حذف شد. چند نفر دیگر نیز درگیر و تبعید شدند.